# 홍맑은샘
홍맑은샘(洪清泉, 1981년 12월 30일 ~ )은 대한민국의 전 바둑 기사이다. 일본 간사이기원의 바둑 4단이다. 가족관계는 아버지 홍시범, 어머니 박천금, 여동생 홍맑은비이다.

## 학력
- 우촌초등학교